# Bernard Lermite
Bernard Lermite (título original en francés Bernard Lermite) es un personaje de historieta para adultos creado por Martin Veyron. 

## Argumento
Bernard Lermite, cuyo nombre hace referencia en francés al cangrejo ermitaño, es un treintañero francés, sin oficio ni beneficio, que ve pasar su vida con laxitud. Sólo parece estar sólo interesado en la conquista de las mujeres a quienes trata de seducir adoptando un comportamiento de lo más inmaduro. 
Con su gesto de desencanto y cara de inocente se va metiendo en aventuras y situaciones extrañas y surrealistas. Cada aventura es independiente sin que exista una continuación ni un recuerdo de la anterior.

## Trayectoria editorial
Sus aventuras aparecieron en las revistas L'Écho des savanes y Pilote y también en algunos álbumes entre los años 1979 y 1993 en las editoriales Éditions du Fromage, Dargaud y Albin Michel). En España, vio la luz en la revista Cimoc.

### Álbumes
1. Bernard Lermite (1979)
2. Plus lourd que l'air (1979)
3. Personnellement je ne veux pas d'enfants (mais les miens feront ce qu'ils voudront) (1980)
4. L'éternel féminin dure (1981)
5. Ce n'est plus le peuple qui gronde mais le public qui réagit ! (1982)
6. Peut-on fumer après la mort ? (1988)
7. Le pagure est connu (1993)

- Fuera de serie: Un nègre blanc le cul entre deux chaises (1980)
- Integral: Bernard Lermite en complet (2001)

## Valoración
Para Ignacio Vidal-Folch y Ramón de España, Bernard Lermite es una «una de las propuestas más divertidas y estimulantes de toda la historia de los tebeos».